# Hej hej skiva
Hej hej skiva är debutalbumet, och hittills det enda studioalbumet, med Nic & the Family. Det lanserades den 1 september 2004 av Dansk Skalle och Warner Music. Det släpptes tre singlar från albumet: "Hej hej Monika", "Hej det är Nic... klick" och "Jag är kärleken". Som låtskrivare till Hej hej skiva förekommer, förutom bandmedlemmarna, Felix Rodriguez och Maja Ivarsson från The Sounds (under pseudonymerna Joey Demo och Nancy Blond) samt Björn Strid från bland annat Soilwork.

## Musik och låttext
"Det är en skiva för barn och ungdomar samt folk som har varit barn och ungdomar. Det handlar mycket om nostalgi, komik men samtidigt om igenkännande och ett stort allvar. Ska man ta upp ett ämne får man gärna göra det genom skrattet. Det är dock ingen bananskalshumor. [...] Vuxna behöver lite bollibompa [sic] och barn behöver bli tagna på allvar. Vissa linjer behöver suddas ut. Vi har inte tänkt någonting, vi har gjort låtar som känns angelägna för oss."
Schröder har kallat "Spöken" för "en barnlåt - lite klassisk buskis", som fungerar både för barn och vuxna. "Grupptryck" uppmanar tonåringar att vara starka och att tro på sig själva. "Hej hej Monika", "Spöken" och "Djungelvrål" är delvis skrivna av Maja Ivarsson (Nancy Blond) och Felix Rodriguez (Joey Demo).

## Mottagande och eftermäle
Per Hägred på Expressen var blandad i sin recension av Hej hej skiva. Han skrev att "Nic och hans familj [inte] är [...] här för att sno åt sig Nobelpriset i litteratur. De är här för att lägga beslag på sommaren 2004. Och det har de gjort med besked även om mina personliga favoriter till titeln Soundtracket 2004, "Tuffa tider" och tröjlåten, också har blandat sig i tätstriden." Han lyfte även fram "Min bästa vän" som en potentiell svensk popklassiker. Hägred skrev dock även att låtarna "blir [...] för mycket Nicke & Nilla på klassresa till Legoland med Magnus Uggla som lekledare" och att "det plastiga kompet, som var en del av charmen med '[Hej hej] Monika', låter mest som ett tv-spel med dödsryckningar". Peter Fällmar Andersson på Helsingborgs Dagblad var positivt inställd till Hej hej skiva. Han skrev att albumet kändes som "lite 'Mickey'-Carola, lite tidig Magnus Uggla, lite Magnus & Brasses 'Varning för barn', lite Mora Träsk och lite Doktor Kosmos på dagis. Allt framfört med vokalt vanvett av den ojämförlige Nic Schröder." Fällmar Andersson gav albumet 3 av 5 i betyg och avslutade sin recension med att skriva att "det här är pop för barn - stora och små. Och om vuxen-Sverige släpper sin nostalgiska tonårsangst när hösten kommer finns alltid landets minidiscon, eller vad kidsen kallar sina kalas nuförtiden. Där förtjänar 'Hej hej skiva' att bli det största sedan Markoolio."
YouTube-profilen Felix Kjellberg (alias PewDiePie), som tidigare hade gjort en cover på "Hej hej Monika" i några av sina videor, gjorde covers av "Tjejer skvallrar", "Djungelvrål", "Spöken" och "Jag är kärleken" under en strömning den 16 juli 2020.

## Låtlista
Låtarna är skrivna av Nicolaj Schröder, Nancy Blond, Joey Demo, Björn Strid, Nic & The Family, Dyborn och Nanami
1. "Tjejer skvallrar" – 02:52
2. "Grupptryck" – 03:02
3. "Hej hej Monika" – 02:26
4. "Min bästa vän" – 03:29
5. "Djungelvrål" – 02:29
6. "Amerikaniska människor"[a] – 03:21
7. "Spöken" – 02:10
8. "Kriminell falsett" – 02:24
9. "Jag är kärleken" – 03:38
10. "Hej det är Nic... klick" – 02:25
11. "Zoo" – 03:05
12. "Homo-Sapi-Jens" – 02:50
13. "ねぇねぇ モモコ"[b] – 02:28
14. "Om typ 60 år ska jag dö" – 04:59

## Listplaceringar
| Lista (2004) | Topplacering |
| ------------ | ------------ |
| Sverige      | 37           |